# ریکاردو برتوزی
ریکاردو برتوزی (انگلیسی: Riccardo Bertozzi؛ زادهٔ ۱۲ فوریهٔ ۱۹۹۶) بازیکن فوتبال است.
از باشگاه‌هایی که در آن بازی کرده‌است می‌توان به باشگاه فوتبال پارما اشاره کرد.